# Lithobius japonicus
Lithobius japonicus är en mångfotingart som först beskrevs av Keizaburo Shinohara 1972.  Lithobius japonicus ingår i släktet Lithobius och familjen stenkrypare. Inga underarter finns listade i Catalogue of Life.